# Pandelela Rinong
Pandelela Rinong anak Pamg (Sarawak, 2 marzo 1993) è una tuffatrice malese, vincitrice di due medaglie olimpiche e sette medaglie mondiali.
È stata la prima donna malese a vincere una medaglia alle Olimpiadi, vincendo il bronzo nella piattaforma 10m ai Giochi di Londra 2012.

## Biografia
Rinong nasce a Bau, nello stato del Sarawak.
Parla fluentemente il malese, l'inglese e il mandarino.

## Palmares
- Giochi olimpici

Londra 2012: bronzo nella piattaforma 10m.
Rio de Janeiro 2016: argento nel sincro 10m.
- Mondiali

Roma 2009: bronzo nel sincro 10m.
Barcellona 2013: bronzo nel sincro 10m.
Kazan 2015: bronzo nella piattaforma 10m.
Budapest 2017: bronzo nel sincro 10m.
Gwangju 2019: argento nel sincro 10m.
Budapest 2022: bronzo nella piattaforma 10m e nel sincro 10m.
- Giochi asiatici

Guangzhou 2010: argento nel sincro 10m e bronzo nella piattaforma 10m.
Incheon 2014: bronzo nella piattaforma 10m.
- Giochi del Commonwealth

Delhi 2010: oro nella piattaforma 10m e argento nel sincro 10m.
Glasgow 2014: argento nella piattaforma 10m e bronzo nel sincro 10m.
Gold Coast 2018: oro nel sincro 10m.
- Giochi olimpici giovanili

Singapore 2010: argento nel trampolino 3m e nella piattaforma 10m.
- Vincitrice della Coppa del Mondo della piattaforma 10m nel 2021